# Magatzem Freixa
El Magatzem Freixa, o Magatzem Pasqual Sala, és un edifici del centre de Terrassa, protegit com a bé cultural d'interès local. Ha allotjat tradicionalment l'Institut Industrial de Terrassa, nom amb què és conegut popularment, i a hores d'ara és la seu de la CECOT, la patronal terrassenca.

## Descripció
Aquest antic magatzem industrial destaca d'una manera singular per la seva tipologia i caràcter monumental. Es tracta d'un edifici aïllat i voltat de jardí que ocupa tota una illa de cases, amb façana a quatre carrers. El conjunt està clos per una tanca de pedra i reixa de ferro. La planta és quadrada, amb quatre cossos rectangulars perimetrals disposats al voltant d'un gran espai central cobert amb una cúpula vuitavada d'il·luminació zenital mitjançant una llanterna, a una alçada de 14 metres.

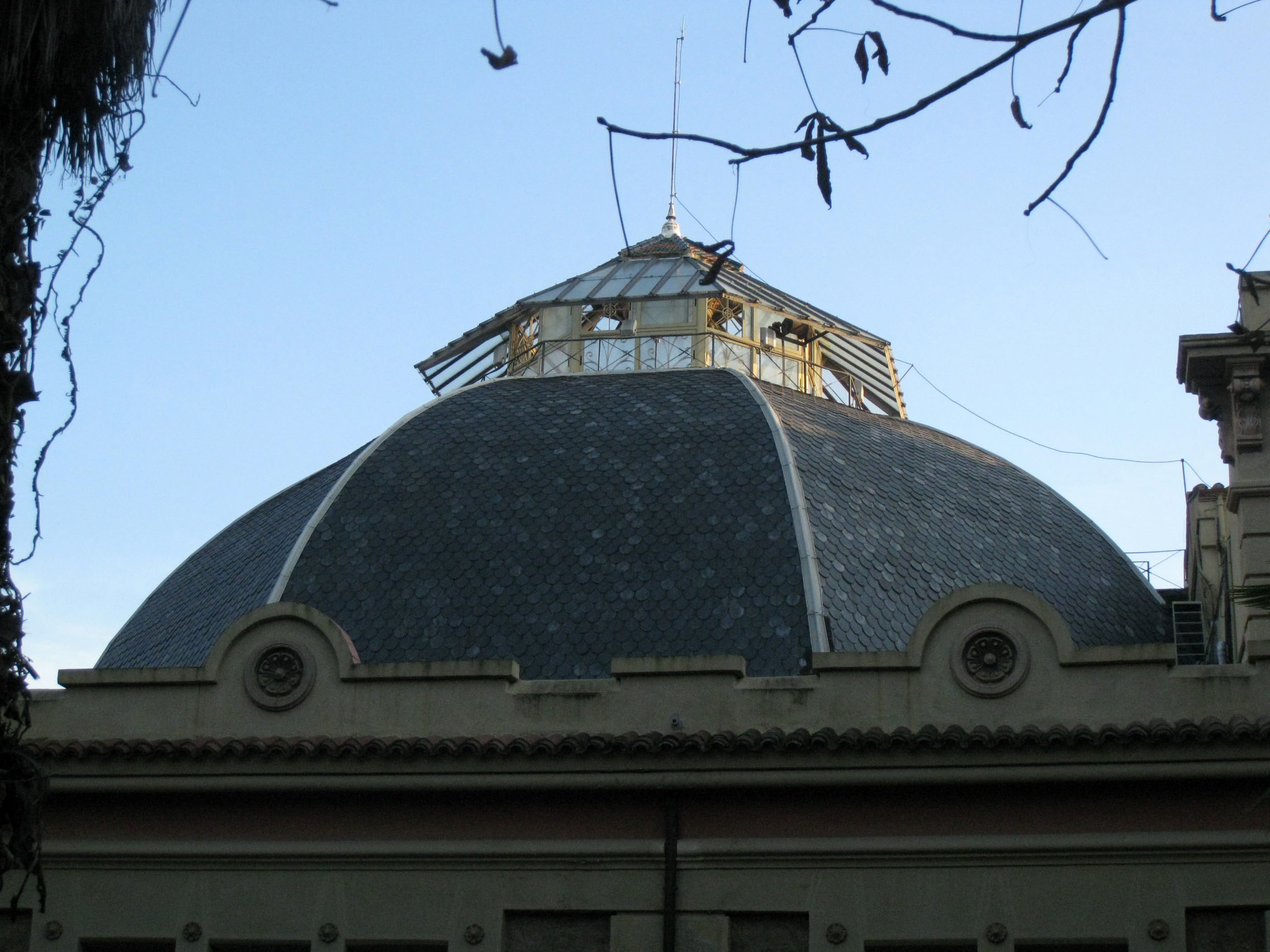
Detall de la cúpula

La façana principal és simètrica, amb un cos central que sobresurt en alçada i que dona lloc al vestíbul, cobert amb una volta de canó ornamentada amb cassetons.
El llenguatge emprat, tant en interiors com en exteriors, respon als corrents artístics eclèctics de finals del segle xix, amb solucions acurades, més formals que constructives.

## Història
El terrassenc Pasqual Sala i Sallés fa construir l'edifici l'any 1893 per tal d'instal·lar-hi un magatzem de draps. El 1900 compra l'edifici la casa Freixa i Sans, per instal·lar-hi també els seus magatzems; d'aquí li ve el nom amb què és conegut habitualment.
El 3 de juliol de 1952 s'inaugura la nova instal·lació de l'Institut Industrial a l'edifici, entitat creada segons acta notarial de 24 d'octubre de 1893 com a resultat de la fusió del Gremi de Fabricants i l'Associació per al Comerç de la Llana, instal·lada primer a la Font Vella, i del 1898 al 1952 als locals del Raval, a edifici de l'antic Ajuntament. El 1939 s'obria, al primer pis, la Biblioteca Tecnicotèxtil, que fins llavors s'allotjava a la Biblioteca Soler i Palet.
El 1956 s'inaugurà, a l'Institut Industrial, el Museu Tèxtil Biosca, germen del Museu Tèxtil de Terrassa. El 1978 l'Institut Industrial de Terrassa s'uní amb la Unió Comercial i Industrial (que tenia la seu a l'antic Magatzem Cortès i Colomer) i es va crear la gran organització empresarial CECOT, que des de llavors té la seu a l'edifici.